# Hallands norra domsagas tingslag
Hallands norra domsagas tingslag var ett tingslag i Hallands län.
Tingslaget bildades den 1 januari 1948 (enligt beslut den 10 juli 1947) genom av ett samgående av Fjäre tingslag och Viske tingslag. 1971 upplöstes tingslaget och verksamheten överfördes till Hallands norra tingsrätt.
Tingslaget ingick i Hallands norra domsaga, bildad 1683.

## Kommuner
Tingslaget bestod av följande kommuner den 1 januari 1952:
- Fjärås landskommun
- Kungsbacka stad
- Lindome landskommun
- Löftadalens landskommun
- Onsala landskommun
- Särö landskommun
- Tölö landskommun
- Veddige landskommun
- Värö landskommun